# Matteo Nuti

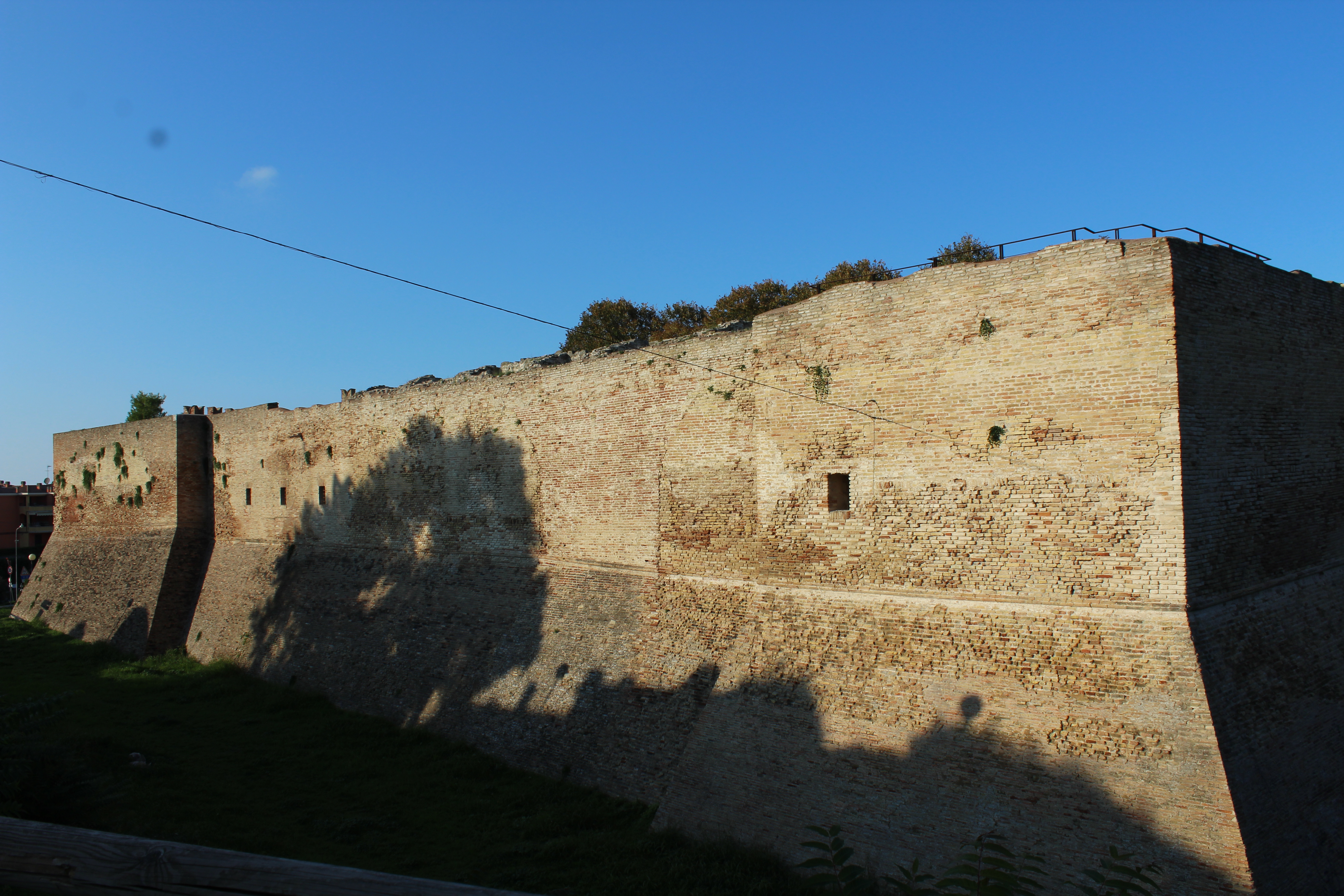
La Rocca Malatestiana è una costruzione militare del XV secolo voluta da Sigismondo Malatesta.

Matteo Nuti, oppure Matteo Nuzi o Matteo da Fano (Colfiorito, circa 1405 – Fano, 1470), è stato un architetto italiano.

## Biografia
Matteo Nuti nacque a Colfiorito, presso Nocera Umbra e Foligno, intorno al 1405, figlio di Nuccio di Vagnolo Nuti; si sposò due volte, dapprima con Ludovica di Giovanni dalle Campane e poi con Michelina, ed ebbe due figli, Ludovica e Ludovico.
Svolse l'attività di costruttore e di architetto e si trasferì a Fano, dove aprì uno studio.
I documenti storici informano che, nel 1423, fu attivo alla corte malatestiana di Fano, lavorando con Berardo da Camerino, con il quale anche negli anni successivi collaborò  nel 1434 al palazzo del Podestà e nel 1440 a San Severino Marche.
Nel 1434 probabilmente operò nella chiesa di San Giuliano a Fano e collaborò alla realizzazione del sepolcro di Pandolfo III nella chiesa di San Francesco.
Nel 1437 assieme a Cristoforo Foschi costruì la nuova torre della Sacca, sul fiume Metauro e l'anno seguente partecipò, sempre con Foschi, ai lavori nel Castel Sismondo di Rimini.
Nella prima metà del XV secolo, sotto Pandolfo III e suo figlio Sigismondo Pandolfo, vennero effettuati ampi lavori di ristrutturazione del palazzo dei Malatesta di Fano, e tra gli architetti attivi vi fu Nuti, assieme al fratello Giovanni e a Foschi.
In quegli anni Nuti si impegnò in numerosi lavori, tra i quali
nel 1443-1444, alla porta di San Leonardo
e al nuovo ponte in legno sul Metauro.
Importanti si dimostrarono i suoi interventi migliorativi, tutti a scopo militare, della rocca di Fano, dalle torri alle muraglie, al fossato e agli altri castelli dei Malatesta, negli anni tra il 1438 e il 1445.
Dal 1448 al 1454, Nuti, il fratello e Foschi lavorarono a Cesena, per ingrandire la biblioteca dei francescani (Biblioteca Malatestiana), grazie all'aiuto di Domenico Malatesta e questa opera si rivelò la più significativa di Nuti: ispirata all'esempio eseguito da Michelozzo (1444), nel convento di San Marco a Firenze, si caratterizzò per la pianta basilicale a tre navate e undici campate, spartite da colonne con capitelli di varia foggia, per i pavimenti, il portale e la porta, considerati dei gioielli dell'arte e dell'architettura rinascimentale.
In questi sei anni a Cesena, Nuti apportò migliorie alle difese urbane della città.
Dopo la caduta del dominio dei Malatesta, avvenuta nel 1463 per opera di Federico da Montefeltro, Nuti ottenne l'incarico della ricostruzione dell'area di porta Maggiore,  tra il 1464 e il 1469.
Dopo che il potere a Fano passò nelle mani del governo pontificio, dal 1463 Nuti ricevette la carica di supervisore delle difese cittadine per le quali si impegnò negli ultimi anni di vita, adeguando le difese di Fano, di Cesena e di Ronciglione, realizzando, tra gli altri, il pregevole torrione rotondo della Rocca Malatestiana di Cesena.
Nuti morì, probabilmente a Fano, nel 1470.

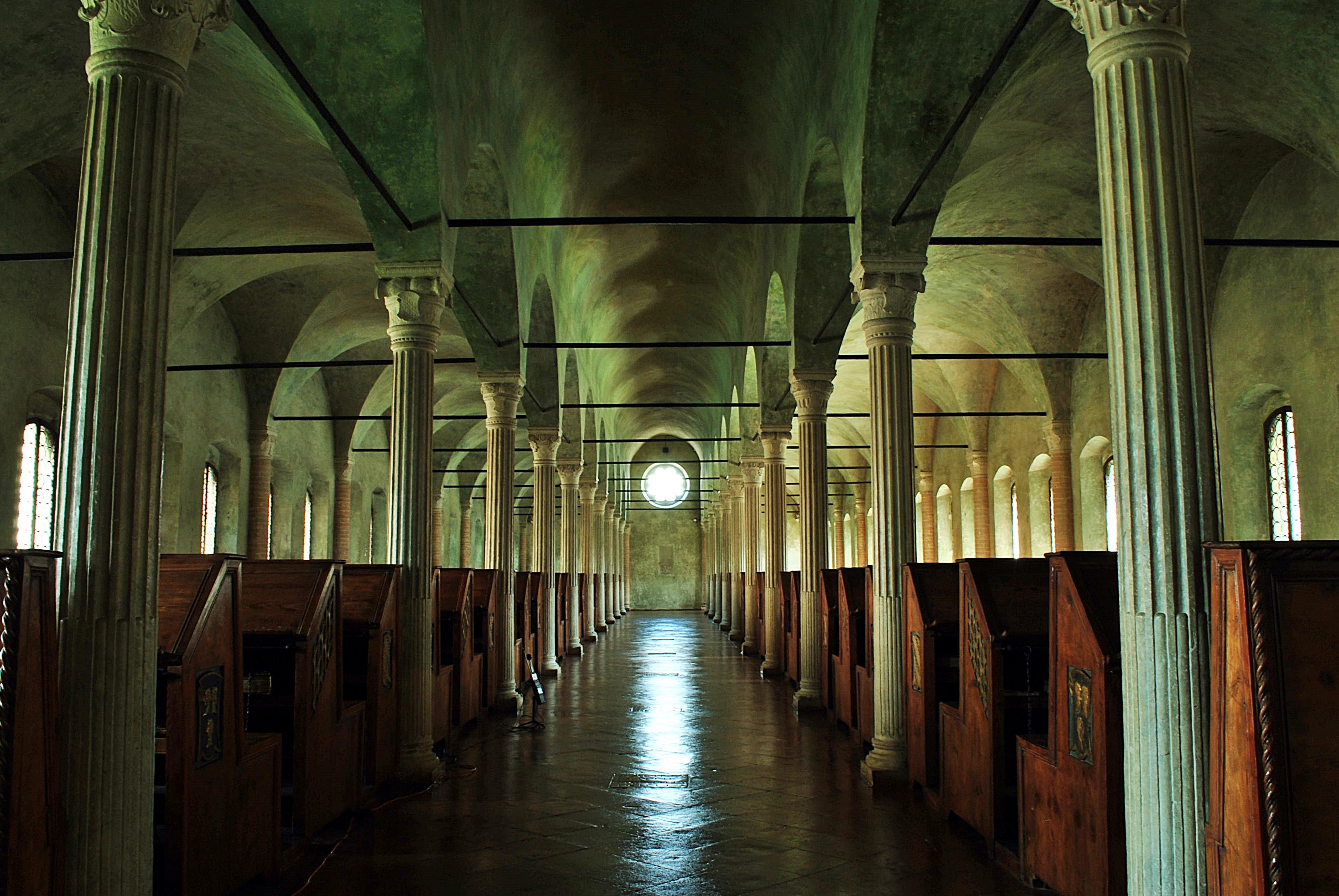
L'Aula del Nuti all'interno della Biblioteca Malatestiana

## Opere
- Chiesa di San Giuliano a Fano (1434);
- Sepolcro di Pandolfo III nella chiesa di San Francesco a Fano (1434);
- Nuova torre della Sacca, sul fiume Metauro (1437);
- Castel Sismondo a Rimini (1438);
- Porta di San Leonardo a Fano (1443-1444);
- Nuovo ponte in legno sul Metauro (1443-1444);
- Rocca Malatestiana a Fano (1438-1445);
- Torri, muraglie, fossato e altri castelli dei Malatesta (1438-1445);
- Biblioteca Malatestiana a Cesena (1448-1454);
- Area di porta Maggiore a Fano (1464-1469).